# Lorenzo Anghelè
Lorenzo Anghelè (Génova, 26 de febrero de 2005) es un futbolista italiano que juega de delantero para la Juventus FC de la Serie A.

## Biografía
Tras empezar a formarse como futbolista en las categorías inferiores de la Juventus FC, finalmente fue convocado por el primer equipo en la temporada 2024-25, haciendo su debut el 26 de agosto de 2024 en la Serie A contra el Hellas Verona FC tras sustituir a Federico Gatti en el minuto 85.

## Clubes
| Club              | País   | Año   | Partidos | Goles |
| ----------------- | ------ | ----- | -------- | ----- |
| Juventus Next Gen | Italia | 2023- | 48       | 4     |
| Juventus FC       | Italia | 2024- | 1        | 0     |